# Вакунов, Сергей Иванович
Сергей Иванович Вакунов (род. 30 августа 1962) — российский государственный деятель и дипломат.

## Биография
Окончил Московский государственный университет им. М. В. Ломоносова в 1989 году. Владеет английским языком.
В 1989—1994 годах занимался научной деятельностью:
- в 1989—1991 годах — сотрудник Института марксизма-ленинизма при ЦК КПСС;
- в 1991—1993 годах — научный сотрудник, старший научный сотрудник Московского городского исторического архива;
- в 1993—1994 годах — ведущий научный сотрудник, главный научный сотрудник–учёный секретарь отдела изучения и публикации архивного фонда Государственного архива Российской Федерации.

В 2005—2010 годах — сотрудник Администрации президента России.
В 2010—2024 годах — референт Управления президента России по межрегиональным и культурным связям с зарубежными странами.
С 18 июня 2024 года — чрезвычайный и полномочный посол Российской Федерации в Кыргызстане.

## Классный чин
- Действительный государственный советник Российской Федерации 3 класса (15 ноября 2010)[2].

## Награды
- Орден Дружбы (21 декабря 2011) — за достигнутые трудовые успехи, многолетнюю добросовестную работу и активную общественную деятельность[3].

## Семья
Женат, имеет двоих взрослых сыновей.